# Hennomartinita
La hennomartinita és un mineral de la classe dels silicats, que pertany al grup de la lawsonita. Rep el nom en honor de Henno Martin (15 de març de 1910 - 7 de gener de 1998), geòleg, qui va estudiar la geologia precambriana de la zona que inclou la localitat tipus.

## Característiques
La hennomartinita és un silicat de fórmula química SrMn³⁺₂(Si₂O₇)(OH)₂(H₂O). Cristal·litza en el sistema ortoròmbic. La seva duresa a l'escala de Mohs és 4.
Segons la classificació de Nickel-Strunz, la hennomartinita pertany a «09.BE - Estructures de sorosilicats, amb grups Si₂O₇, amb anions addicionals; cations en coordinació octaèdrica [6] i major coordinació» juntament amb els següents minerals: wadsleyita, lawsonita, noelbensonita, itoigawaïta, ilvaïta, manganilvaïta, suolunita, jaffeïta, fresnoïta, baghdadita, burpalita, cuspidina, hiortdahlita, janhaugita, låvenita, niocalita, normandita, wöhlerita, hiortdahlita I, marianoïta, mosandrita, nacareniobsita-(Ce), götzenita, hainita, rosenbuschita, kochita, dovyrenita, baritolamprofil·lita, ericssonita, lamprofil·lita, ericssonita-2O, seidozerita, nabalamprofil·lita, grenmarita, schüllerita, lileyita, murmanita, epistolita, lomonossovita, vuonnemita, sobolevita, innelita, fosfoinnelita, yoshimuraïta, quadrufita, polifita, bornemanita, xkatulkalita, bafertisita, hejtmanita, bykovaïta, nechelyustovita, delindeïta, bussenita, jinshajiangita, perraultita, surkhobita, karnasurtita-(Ce), perrierita-(Ce), estronciochevkinita, chevkinita-(Ce), poliakovita-(Ce), rengeïta, matsubaraïta, dingdaohengita-(Ce), maoniupingita-(Ce), perrierita-(La), hezuolinita, fersmanita, belkovita, nasonita, kentrolita, melanotekita, til·leyita, kil·lalaïta, stavelotita-(La), biraïta-(Ce), cervandonita-(Ce) i batisivita.

## Formació i jaciments
Va ser descoberta a la mina Wessels, a Hotazel, dins el camp de manganès del Kalahari (Cap Septentrional, Sud-àfrica). També ha estat descrita a la mina Tone, a Kinkai-Tone-machi (Nagasaki, Japó). Aquests dos indrets són els únics de tot el planeta on ha estat descrita aquesta espècie mineral.